# 세르케트
세르케트(Serket, Selchis, Selket, Selkis, Selkhit, Selkit, Selqet, Serkhet, Serket-hetyt, Serqet, Serquet)는 고대 이집트 신화에 등장하는 치료의 여신이다. 전갈을 신격화한 존재로, 고대 이집트인은 전갈의 찌르고 무는 행위를 통하여 치료가 된다고 믿었다.

## 같이 보기
- 이집트 신화